# ریو تینتو آلکان
ریو تینتو آلکان (انگلیسی: Rio Tinto Alcan) شرکت آلومینیوم کانادایی است، که در سال ۱۹۰۲ توسط شرکت آلکوا تأسیس شد.